# Gerbillus occiduus
Gerbillus occiduus (Піщанка західна) — вид родини мишеві (Muridae).

## Поширення
Ендемік Марокко, пов'язаний з рідкісною рослинністю прибережних піщаних дюн.